# 安德烈娅·赫尔佐克
安德烈娅·赫尔佐克（德語：Andrea Herzog，1999年12月9日—），德国女子皮划艇运动员。她曾代表德国参加2020年夏季奥林匹克运动会皮划艇比赛，获得女子单人划艇激流铜牌。